# Stavars hus
Stavars hus (deutsch Haus Stavar) liegt in Burs, im Südosten der schwedischen Insel Gotland. Vom östlichen der parallelen Wege, die die Orte Rone und Burs verbinden, führt ein Seitenweg zum Hof Kärne. Etwa 400 m südlich dieses Hofes liegt auf dem küstennahen Weideland Stavgard an der Bucht Bandlundeviken ein Komplex aus drei Hausfundamenten. Eines davon ist mit 67 m Länge der größte erhaltene Hausgrundriss aus den ersten Jahrhunderten n. Chr. im gesamten Ostseeraum.
Die Funde in dem großen Haus waren reicher als diejenigen, die gewöhnlich innerhalb eines alten gotländischen Hausfundaments vorkommen. In einem Abfallhaufen vor dem Haus wurden Scherben römischer Terra Sigillata gefunden, was für diese Zeit im Norden ungewöhnlich ist und auf weit reichende Handelsbeziehungen hindeutet, wie sie auch für andere Plätze der römischen Eisenzeit in der Ostsee belegt sind, z. B. Gudme auf Fünen, Stevns auf Seeland, Sorte Muld auf Bornholm, Dankirke bei Ribe, Åhus und Helgö in Schweden.
Stavars hus befindet sich bei einem alten Wikingerhafen, der direkt neben Herte (auch Hörte), dem heutigen Strand von Burs lag.

## Freilichtmuseum

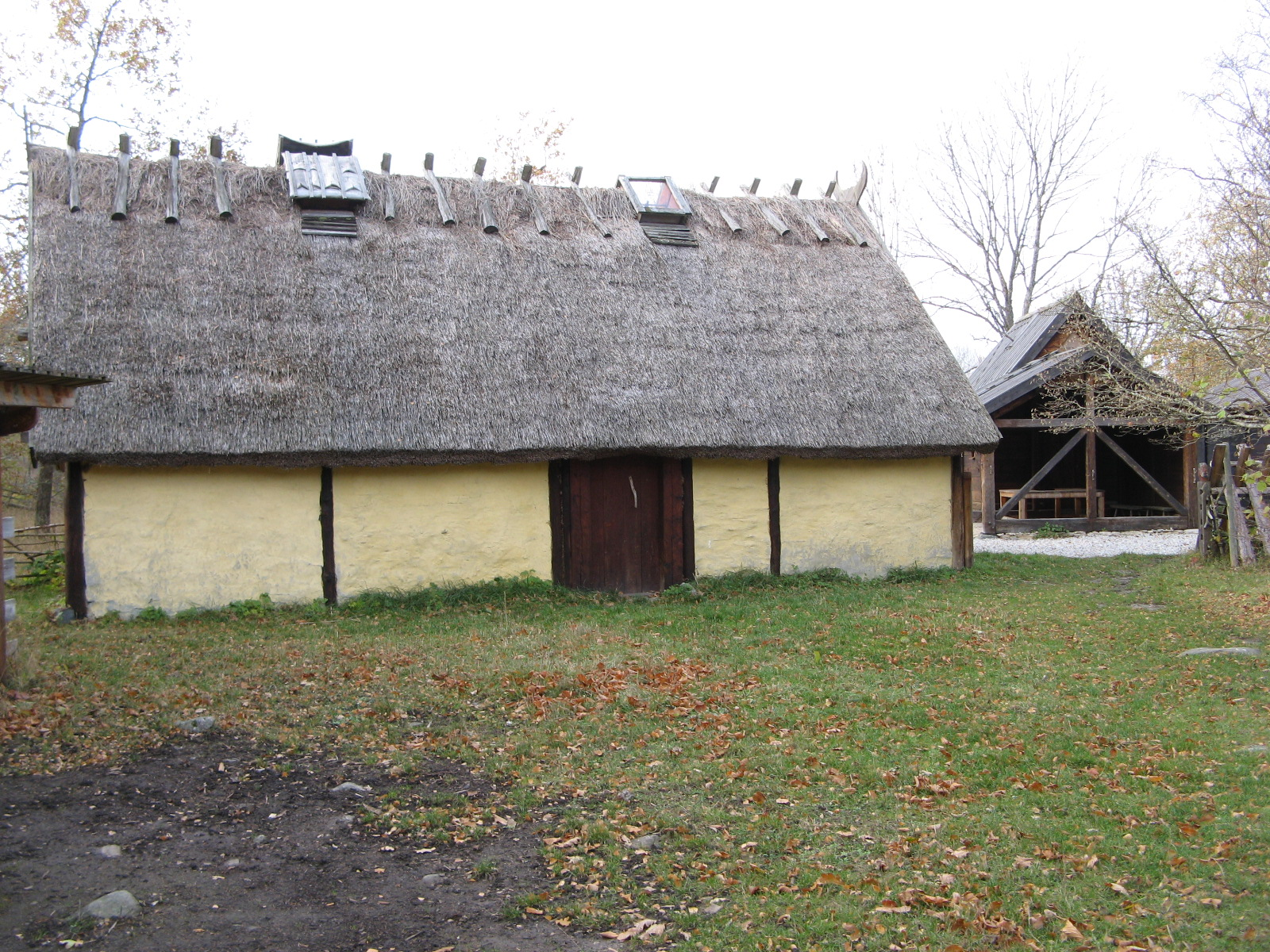
Freilichtmuseum Stavgard

In der unmittelbaren Nachbarschaft des Hausgrundrisses befindet sich das Freilichtmuseum Stavgard. Es wurde 1976 gegründet, nach dem 1975 eine Schulklasse einen Hortfund gemacht hatte, der aus zwei Silberspiralen und 1450 Münzen aus Bagdad, Samarkand und Taschkent bestand. Er war im 10. Jahrhundert vergraben worden und lag an dem Ort, wo ihn einer lokalen Sage zufolge der Wikingerhäuptling Stavar versteckt hatte.